# KNM Group
KNM Group Berhad ist ein malaysisches Maschinen- und Anlagenbauunternehmen. In Europa ist es vor allem für seine Tochtergesellschaften Borsig und FBM Hudson Italiana bekannt, die 2008 bzw. 2006 übernommen wurden.